# Маркиз де Айтона

Герб муниципалитета Айтона, провинция Льейда, автономное сообщество Каталония.

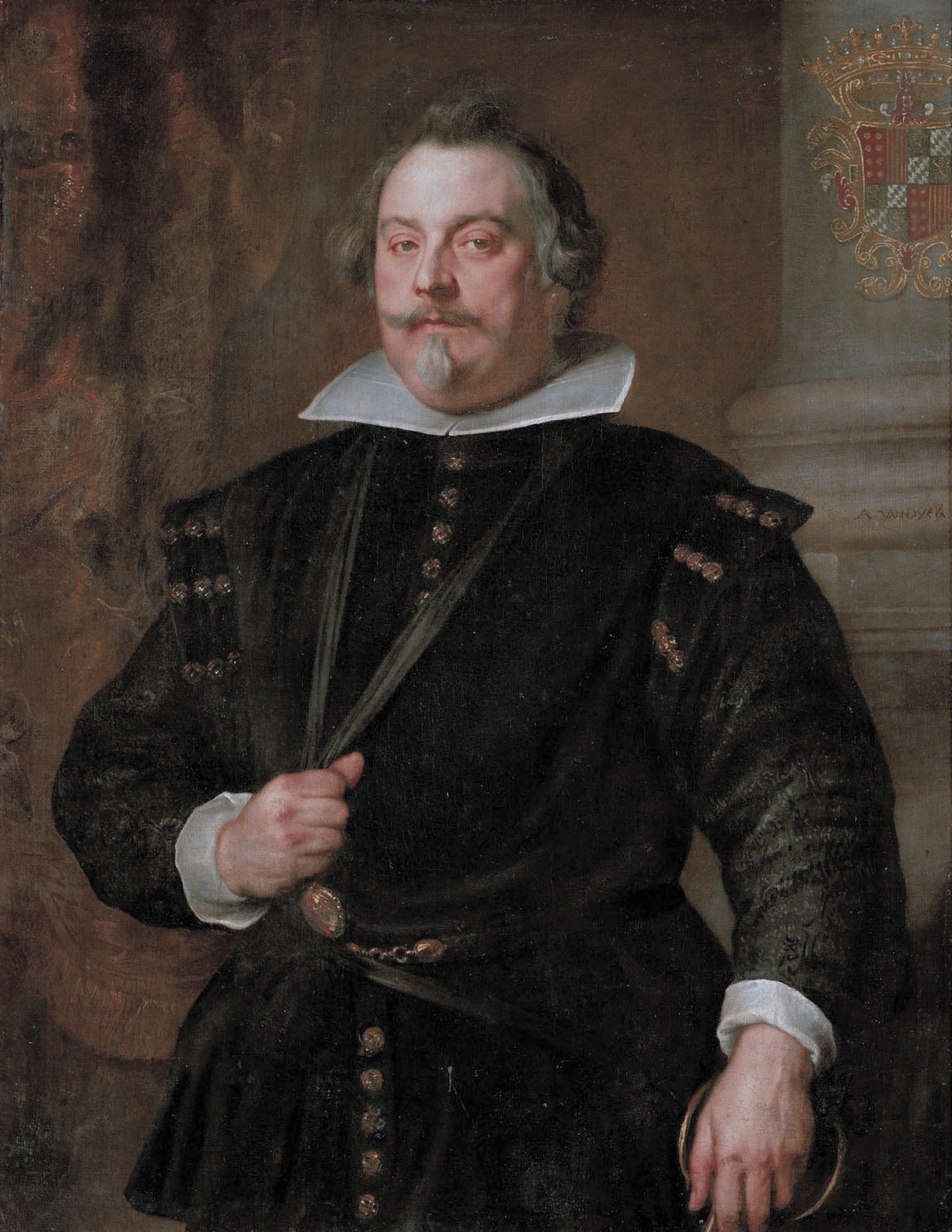
Франсиско де Монкада и Монкада, 3-й маркиз де Айтона (1586—1635)

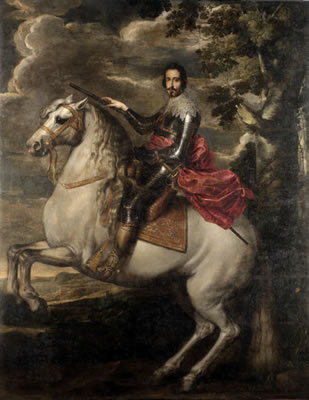
Гильен Рамон де Монкада и Кастро, 4-й маркиз де Айтона (1619—1670)

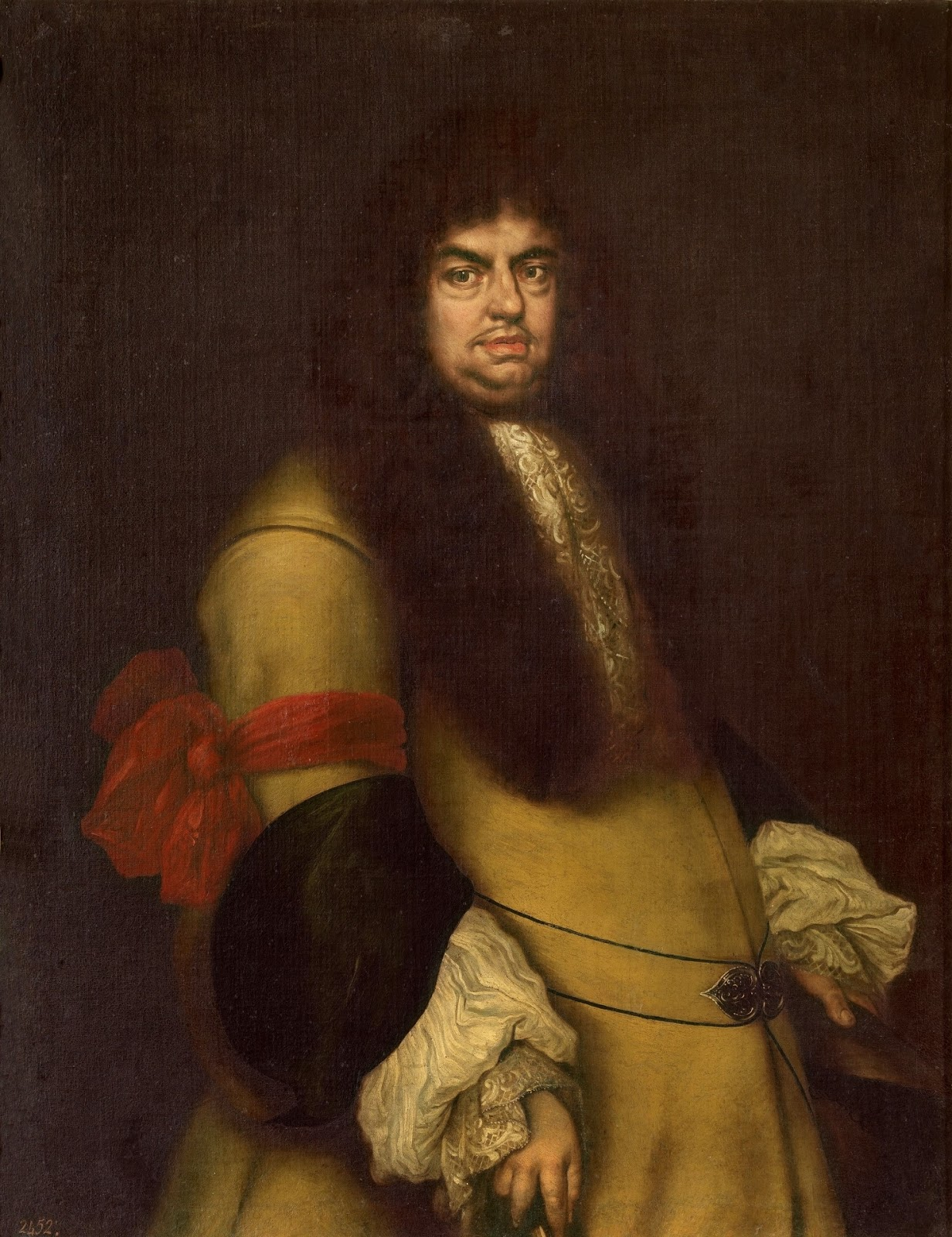
Гильен Рамон де Монкада и Портокарреро, 6-й маркиз де Айтона (1671—1727)

 Маркиз де Айтона (Аутона) — испанский дворянский титул. Он был создан 1 октября 1581 года королем Испании Филиппом II для Франсиско де Монкады и Кардоны, 2-го графа де Айтона (1532—1594).
Титул графа де Айтона был создан королем Испании Карлом I в 1532 году для Хуана де Монкады (?-1560), 3-го барона де Льягостера, 3-го графа ди Мармилла (в Сицилии).
21 июня 1670 года король Испании Карл II пожаловал Мигелю Франсиско де Монкада-и-Сильва, 5-му маркизу де Айтона, титул гранда Испании 1-го класса.
Название марказата происходит от названия муниципалитета Айтона, провинция Льейда, автономное сообщество Каталония.

## Маркизы де Айтона
|                                             | Титул                                                              | Период                                      |
| Креация создана королем Испании Филиппом II | Креация создана королем Испании Филиппом II                        | Креация создана королем Испании Филиппом II |
| ------------------------------------------- | ------------------------------------------------------------------ | ------------------------------------------- |
| I                                           | Франсиско де Монкада-и-Кардона                                     | 1581—1594                                   |
| II                                          | Гастон де Монкада-и-Гралья                                         | 1594—1626                                   |
| III                                         | Франсиско де Монкада-и-Монкада                                     | 1626—1635                                   |
| IV                                          | Гильен Рамон де Монкада-и-Кастро                                   | 1635—1670                                   |
| V                                           | Мигель Франсиско де Монкада-и-Сильва                               | 1670—1674                                   |
| VI                                          | Гильен Рамон де Монкада-и-Портокарреро                             | 1674—1727                                   |
| VII                                         | Мария Тереса де Монкада-и-Бенавидес                                | 1727—1756                                   |
| VIII                                        | Педро де Алькантара де Кордова Фигероа и де ла Серда               | 1727-1789                                   |
| IX                                          | Луис Мария Фернандес де Кордова Фигероа и Гонзага                  | 1789-1806                                   |
| X                                           | Луис Хоакин Фернандес де Кордова Фигероа де ла Серда и Бенавидес   | 1806-1840                                   |
| XI                                          | Луис Антонио Фернандес де Кордова де ла Серда и Понсе де Леон      | 1840-1873                                   |
| XII                                         | Луис Мария Константинопла Фернандес де Кордова и Перес де Баррадас | 1873-1879                                   |
| XIII                                        | Луис Хесус Фернандес де Кордова и Салаберт                         | 1881-1956                                   |
| XIV                                         | Мария Виктория Фернандес де Кордова и Фернандес де Энестроса       | 1959-2013                                   |
| XV                                          | Виктория Елизавета фон Гогенлоэ-Лангенбург                         | 2018 — настоящее время                      |

## История маркизов де Айтона
- Франсиско де Монкада и Кардона (1532—1594), 1-й маркиз де Айтона, 2-й граф де Айтона, граф де Оссона, виконт де Кабрера, виконт де Вильямур, 4-й граф ди Мармилла в Сицилии.

1. Супруга — Лукреция Гралья (?-1599). Ему наследовал их сын:

- Гастон де Монкада и Гралья (1554—1626), 2-й маркиз де Айтона, 10-й граф де Оссона, виконт де Кабрера, виконт де Вильямур, 5-й граф ди Мармилла в Сицилии.

1. Супруга — Каталина де Монкада (?-1617). Ему наследовал их сын:

- Франсиско де Монкада и Монкада (1586—1635), 3-й маркиз де Айтона, 11-й граф де Оссона, виконт де Кабрера, виконт де Вильямур, 6-й граф ди Мармилла в Сицилии.

1. Супруга — Маргарита де Алагон-Эспес и де Сервельон-Кастро, 2-я маркиза де ла Пуэбла-де-Кастро (?-1626). Ему наследовал их сын:

- Гильен Рамон де Монкада и Кастро (1618—1670), 4-й маркиз де Айтона, 12-й граф де Оссона, 3-й маркиз де ла Пуэбла-де-Кастро, виконт де Кабрера, виконт де Вильямур, 7-й граф ди Мармилла в Сицилии.

1. Супруга — Ана де Сильва и Португаль (?-1680). Ему наследовал их сын:

- Мигель Франсиско де Монкада и Сильва (1652—1674), 5-й маркиз де Айтона, 13-й граф де Оссона, 4-й маркиз де ла Пуэбла-де-Кастро, виконт де Кабрера, виконт де Вильямур, 8-й граф ди Мармилла в Сицилии.

1. Супруга — Луиза Фелисиана Портокарреро и Менесес (ок. 1640—1705), 5-я герцогиня де Каминья, 11-я маркиза де Вильярреаль, 10-я графиня де Медельин, 10-я графиня де Алкотин. Ему наследовал их сын:

- Гильен Рамон де Монкада и Портокарреро (1672—1727), 6-й маркиз де Айтона, 6-й герцог де Каминья, 11-й маркиз де Вильярреаль, 11-й граф де Медельин, 10-й граф де Алкотин, 14-й граф де Оссона, 5-й маркиз де ла Пуэбла-де-Кастро, 9-й граф ди Мармилла в Сицилии.

1. Супруга — Анна Мария де Бенавидес и Арагон (1672—1720).
2. Супруга — Роза Мария де ла Ньевес де Кастро и Сентурион (1691—1772), 12-я графиня де Лемос, 9-я маркиза де Саррия, 5-я маркиза де Алмунья, маркиза де Ла-Гуардия, 10-я графиня де Вильяльба, 9-я графиня де Андраде. Ему наследовала дочь от первого брака:

- Мария Тереза де Монкада и Бенавидес (1707—1756), 7-я маркиза де Айтона, герцогиня де Каминья, 12-я маркиза де Вильярреаль, 6-я маркиза де ла Пуэбла-де-Кастро, 15-я графиня де Оссона, 12-я графиня де Медельин, 11-я графиня де Алкотин.

1. Супруг — Луис Антонио Фернандес де Кордова Фигероа де ла Серда и Спинола (1704—1768), 11-й герцог де Мединасели, 10-й герцог де Ферия, 9-й герцог де Алькала-де-лос-Гасулес, 11-й герцог де Сегорбе, 12-й герцог де Кардона. Ему наследовал его сын:

- Педро де Алькантара Фернандес де Кордова Фигероа и де ла Серда и Монкада (1730—1789), 8-й маркиз де Айтона, 12-й герцог де Мединасели и т. д.

1. Супруга — Мария Франческа Хавьера Гонзага и Каррачиоло (1731—1757)
2. Супруга — Мария Петронила де Алькантара Пиментель Сернесио и Гусман, 7-я маркиза де Мальпика (1746—1802). Ему наследовал его сын от первого брака:

- Луис Мария Фернандес де Кордова Фигероа и Гонзага (1749—1806), 9-й маркиз де Айтона, 13-й герцог де Мединасели и т. д.

1. Супруга — Хоакина Мария де Бенавидес и Пачеко, 3-я герцогиня де Сантистебан-дель-Пуэрто (1746—1805). Ему наследовал его старший сын:

- Луис Хоакин Фернандес де Кордова де ла Серда и Бенавидес (1780—1840), 10-й маркиз де Айтона, 14-й герцог де Мединасели и т. д.

1. Супруга — Мария де ла Консепсьон Понсе де Леон и Карвахаль (1783—1856). Ему наследовал его старший сын:

- Луис Антонио Фернандес де Кордова де ла Серда и Понсе де Леон (1813—1873), 11-й маркиз де Айтона, 15-й герцог де Мединасели и т. д.

1. Супруга — Анхела Перес де Баррадас и Бернуй, 1-я герцогиня де Дения и Тарифа (1827—1903). Ему наследовал его старший сын:

- Луис Мария де Константинопла Фернандес де Кордова и Перес де Баррадас (1851—1879), 12-й маркиз де Айтона, 16-й герцог де Мединасели и т. д.

1. Супруга — Мария Луиза Фитц-Джеймс с Портокарреро, 19-я герцогиня де Монторо (1853—1876).
2. Супруга — Касильда де Салаберт и де Артеага, 11-я герцогиня де Сьюдад-Реаль (1858—1936). Ему наследовал его сын от второго брака:

- Луис Хесус Фернандес де Кордова и Салаберт (1881—1956), 13-й маркиз де Айтона, 17-й герцог де Мединасели и т. д.

1. Супруга — Анна Фернандес де Энестроса и Гайосо де лос Кобос (1879—1938)
2. Супруга — Консепсьон Рей де Пабло-Бланко (?-1971). Ему наследовал его старшая дочь от первого брака:

- Мария Виктория Фернандес де Кордова и Фернандес де Энестроса (1917—2013), 14-я маркиза де Айтона, 18-я герцогиня де Мединасели, графиня де Оссона, виконтесс де Кабрера, виконтесса де Вильямур.

1. Супруг — Рафаэль де Медина и Вильялонга (1905—1992)

- Виктория Елизавета фон Гогенлоэ-Лангенбург (род. 1997), 15-я маркиза де Айтона, 20-я герцогиня де Мединасели и т. д. Единственная дочь немецко-испанского дворянина, принца Марко Гогенлоэ-Лангенбурга (1962—2016), и Сандры Шмидт-Полекс (род. 1968), внучка принца Макса фон Гогенлоэ-Лангенбурга (1931—1994), и Анны Луизы де Медина и Фернандес де Кордовы, 13-й маркизы де Наваэрмоса и 9-й графини де Офалия (1940—2012), единственной дочери Виктории Евгении Фернандес де Кордовы, 18-й герцогини де Мединасели (1917—2013)